# Vaginulinida
Ordre
Les Vaginulinida sont un ordre de foraminifères de la classe des Nodosariata.

## Présentation
Ce taxon a été décrit en 1993 par Mikhalevich.

## Liste des sous-taxons
Selon WoRMS (site visité le 2 mai 2022), l'ordre compte une seule famille:
- famille des Vaginulinidae Reuss, 1860